# Plaza de Yamaa el Fna
La plaza de Yamaa el Fna (en árabe: جامع الفناء ŷâmiʻ al-fanâʼ, en francés: Jemaa el-Fna) es la principal plaza y el más famoso lugar de la ciudad marroquí de Marrakech. Se levanta a escasos metros de la mezquita Kutubía, por lo que queda dominada por su alminar. Rodeando la plaza hay también varias mezquitas, más modestas, que acompañan a la Kutubía.

## Nombre

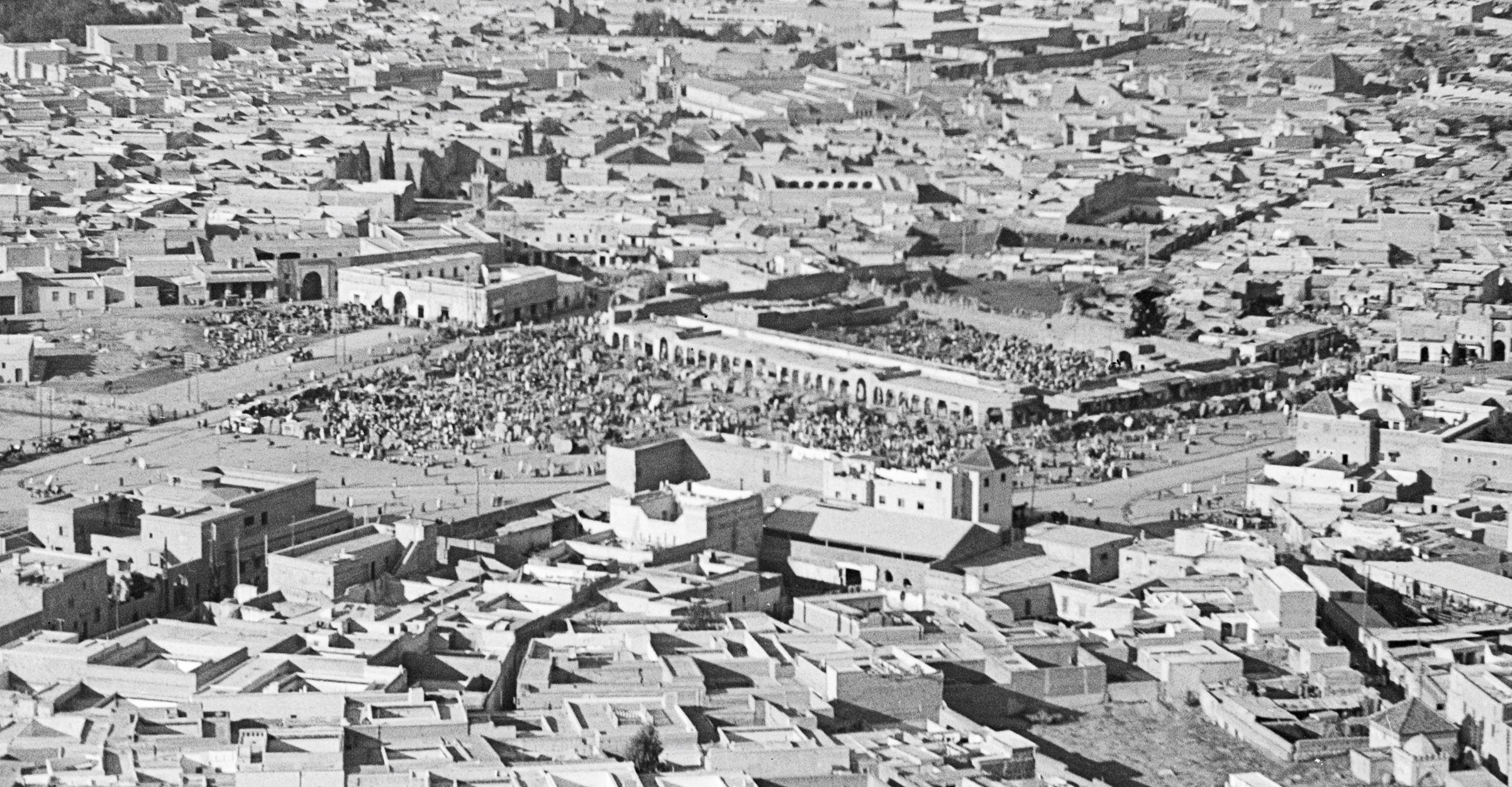
Vista aérea de la plaza en 1930; la gran zona rectangular del centro podrían ser los restos de la mezquita saadí inconclusa que le dio nombre a la plaza.

Hay varias hipótesis sobre el nombre de la plaza; según algunos significa "asamblea de la aniquilación", ya que era el lugar donde se ajusticiaba a los que delinquían en torno al año 1050;también se sugiere que "asamblea" o "reunión" es una referencia macabra al hecho de que se exhibían las cabezas cortadas de los ajusticiados rodeando la plaza, como si estuvieran celebrando una reunión. Otras teorías señalan que, puesto que la palabra ŷâmiʻ también tiene el significado de mezquita (aljama o mezquita mayor), podría significar "lugar de la mezquita destruida", en referencia a la mezquita almorávide que debió de alzarse allí.
Otra explicación más moderna basada en fuentes históricasrelata que el poderoso sultán Ahmad al-Mansur (r. 1578-1603) tuvo un proyecto de construir una gran mezquita en mitad de la plaza. Sin embargo, debido quizás a la peste, el sultán tuvo que abandonar la tarea a medio construir, quedando inacabada y cayendo en abandono. Estos restos habrían sido visibles hasta el siglo XIX y se ubicarían en el actual Souk Jdidi, el "nuevo zoco".El nombre de Jamaa al-Fna aparece por primera vez en los relatos del historiador Abderramán as-Sa'idi del siglo XVII, quien relata que el nombre de la mezquita inacabada de al-Mansur era jamaa al-hna, la "mezquita de la tranquilidad", aunque debido a su abandono comenzó a llamarse irónicamente la "mezquita de la ruina/aniquilación" o jamaa al-fana'.

## Historia
Marrakech fue fundada por la dinastía almorávide en 1070 por Abu Bakr Ibn Umar y en este espacio se ubicaba una gran plaza para los mercados semanales que era conocida como Rahbat al-Ksar, la "plaza de la fortaleza". El emir almorávide Ali Ibn Yusuf (r. 1106-1143) más tarde construyó un palacio al sur, justo donde hoy se encuentra la Mezquita Kutubía. La importancia de una gran plaza pública frente al palacio real hizo que se utilizara para ejecuciones públicas, desfiles militares, festivales y otros actos públicos a lo largo del tiempo.
La ciudad cayó en manos del Imperio almohade en 1147 y se llevaron a cabo numerosos proyectos constructivos como la Mezquita Kutubía, destruyendo el palacio almorávide y reemplazando a la mezquita almorávide de Ben Youssef como la mezquita principal. Además, se construyó el nuevo barrio de la Qasba en 1184, adonde se trasladaron los nuevos gobernantes.
A pesar de las numerosas construcciones que han ido invadiendo la plaza, nunca ha perdido su uso como mercado abierto y zona de eventos públicos. Parece que el sultán de la dinastía saadí Ahmad al-Mansur intentó construir una gran mezquita en medio de la plaza, que seguía el modelo de las mezquitas Bab Doukkala y Mouassine. Sin embargo, este templo nunca llegó a concluirse debido a las epidemias de peste que asolaron la ciudad durante el reinado de al-Mansur. Parece que esta mezquita abandonada pudo ser el origen del nombre actual.
El 24 de enero de 1864 se produjo una enorme explosión en la plaza causada por una negligencia criminal de algunos oficiales que intentaban evitar una inspección gubernamental. Un incendio en un funduq, un almacén comercial, prendió más de 500 quintales de pólvora que se guardaban allí. La explosión dañó las viviendas y las tiendas alrededor y causó más de 300 muertes.

### Atentado en el café Argana
Poco antes del mediodía del 28 de abril de 2011, una explosión en el café Argana en la plaza mató a 17 personas (14 extranjeros y 3 marroquíes) e hirió a otras 25. Las autoridades inicialmente creyeron que la explosión fue causada por una bombona de gas, pero el Ministerio del Interior marroquí pronto anunció que el motivo de la explosión era un acto terrorista.

### Terremoto de 2023
El viernes 8 de septiembre de 2023 se produjo un terremoto de magnitud 6,8 que dañó severamente la mezquita Kharbouch e hizo que su minarete, que miraba hacia la plaza, colapsara. Los días siguientes algunos ciudadanos durmieron en la plaza para evitar que algunos escombros cayeran en sus casas mientras dormían.

## Diseño
La plaza es de grandes dimensiones y está rodeada por todos los lados, menos por uno, por la medina repleta de zocos clasificados por su actividad principal. En los bordes de la plaza se han establecido un buen número de cafés, como el café Francia, y restaurantes de todas las categorías, que abren sus terrazas hacia el espectáculo que se forma en esta monumental escena.
Todo en Marrakech gira en torno a Yamaa el Fna. Miles de personas se dan cita en este espacio público llenándolo de color, cultura y negocio. Contadores de cuentos, maestros exponiendo sus enseñanzas, encantadores de serpientes, danzantes, dentistas, vendedores de zumos de fruta, acróbatas, escritores de cartas, aguadores... un infinito número de actividades y personas que se juntan y van abarrotando la plaza y sus callejuelas adyacentes según va llegando la noche.
Los puestos de comida especializados, cada cual en su hacer, inundan con la noche una parte de la plaza, que queda iluminada por cientos de lucecitas e inundada de humo con multitud de olores.

En el año 2001 la Unesco proclamó e inscribió en 2008 El espacio cultural de la Plaza Jemaa el-Fna en la Lista representativa del Patrimonio Cultural Inmaterial de la Humanidad.

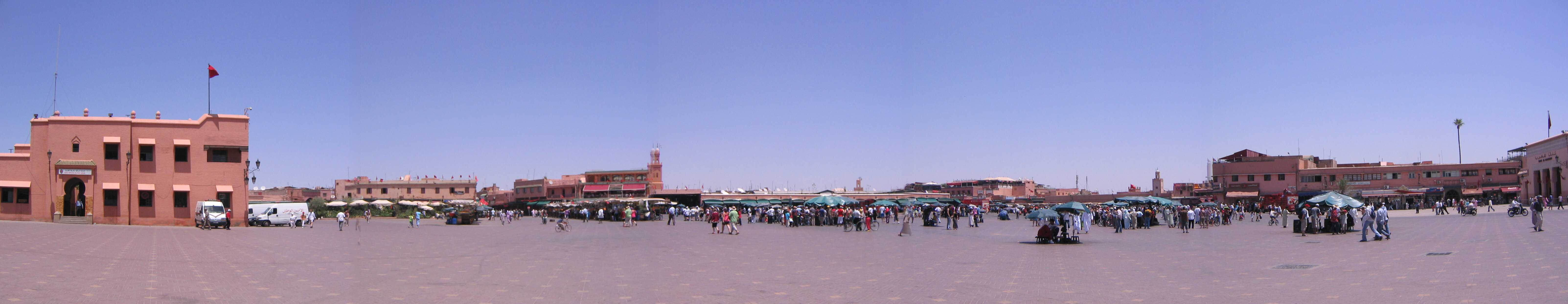
Plaza Yamaa el Fna, vista general.

## Patrimonio oral de la humanidad
En una reunión de la UNESCO con varios intelectuales marroquís realizada en Marrakech en 1997 se definió el concepto de "patrimonio oral de la humanidad" y se decidió diferenciar las obras de ese patrimonio con el fin de preservarlas y ponerlas en valor, en el marco de la “Proclamación de Obras Maestras del Patrimonio Oral y el Patrimonio Inmaterial de la Humanidad”. En el año 2001 se anunció por primera vez una lista de refranes elaborada por los estados. Cada dos años se elabora una nueva lista. Las tradiciones propuestas deben ser una expresión cultural viva o amenazante, y se deben haber establecido para ellas programas para su mantenimiento y desarrollo. En 2003, los Estados miembros de la UNESCO adoptaron una convención para salvaguardar el patrimonio oral inmaterial de la humanidad, que entró en vigor en abril de 2006. Las instrucciones prácticas para este tratado fueron dadas por el Comité Intergubernamental, y se identificó una lista representativa y otras que requerían mantenimiento urgente para reflejar las tradiciones previamente definidas y anualmente los nuevos hechos registrados.

## Curiosidades
- Alfred Hitchcock rodó en la plaza Yamaa el Fna escenas de la película El hombre que sabía demasiado.
- Esther Freud describió la plaza en los años 70 del siglo XX en su novela Hideous Kinky.
- En el libro "La hija del humo y los hueso" de Laini Taylor ciertas escenas del libro transcurren en Marrakech, precisamente en Jemaa el fna.